# フライングモンキーSASUKE
フライングモンキーSASUKEとは日本で唯一のトランポリンアクロバットチームである。

## 概要
1990年にリーダーが変わり、「びっくりキャッツ」から「フライングモンキーＳＡＳＵＫＥ」に改名。
3m×5mサイズのトランポリンを使い、2人から3人が演技、組技など行い、最大4人が同時に演技する。
メンバーはジュン、ブラッキー、ノリ、ユリの4人で、ショーの形式によっては演技者が増える事もある。
母体はトランポリンチームだが、ユニット芸、ジュン＆ユリのこじゃれtaふたり、ブラッキー＆ノリのアクロ8、さらに個人でも活動中で、パフォーマーのみならず、アクロバット講師、役者、歌手と幅広く活動している。
演目の組み合わせしだいではミニサーカスショーを行う事も可能。